# Ilian Perraux
Pour l’athlète française, voir Claire Perraux.

a Compétitions nationales et continentales officielles uniquement.

b Matchs officiels uniquement.
Dernière mise à jour le 19 mai 2025.
Ilian Perraux, né le 4 avril 1992 à Rennes, est un joueur français de rugby à XV qui évolue aux postes de demi d'ouverture et de centre.

## Biographie
Natif de Rennes, Ilian Perraux intègre le centre de formation du Montpellier HR en 2009,. Il remporte cette même année le titre de champion de France cadets Alamercery. Deux saisons plus tard, il ajoute un autre titre en catégorie jeune à son palmarès, celui de champion de France Reichel 2011.
Il porte le maillot national en catégorie des moins de 19 ans pendant la saison 2010-2011. Il est ensuite appelé en 2012 en équipe de France des moins de 20 ans pour participer au Tournoi des Six Nations 2012.
En 2013, alors qu'il a déjà disputé plusieurs rencontres avec l'équipe professionnelle depuis 2011, il remporte le championnat de France espoirs,.

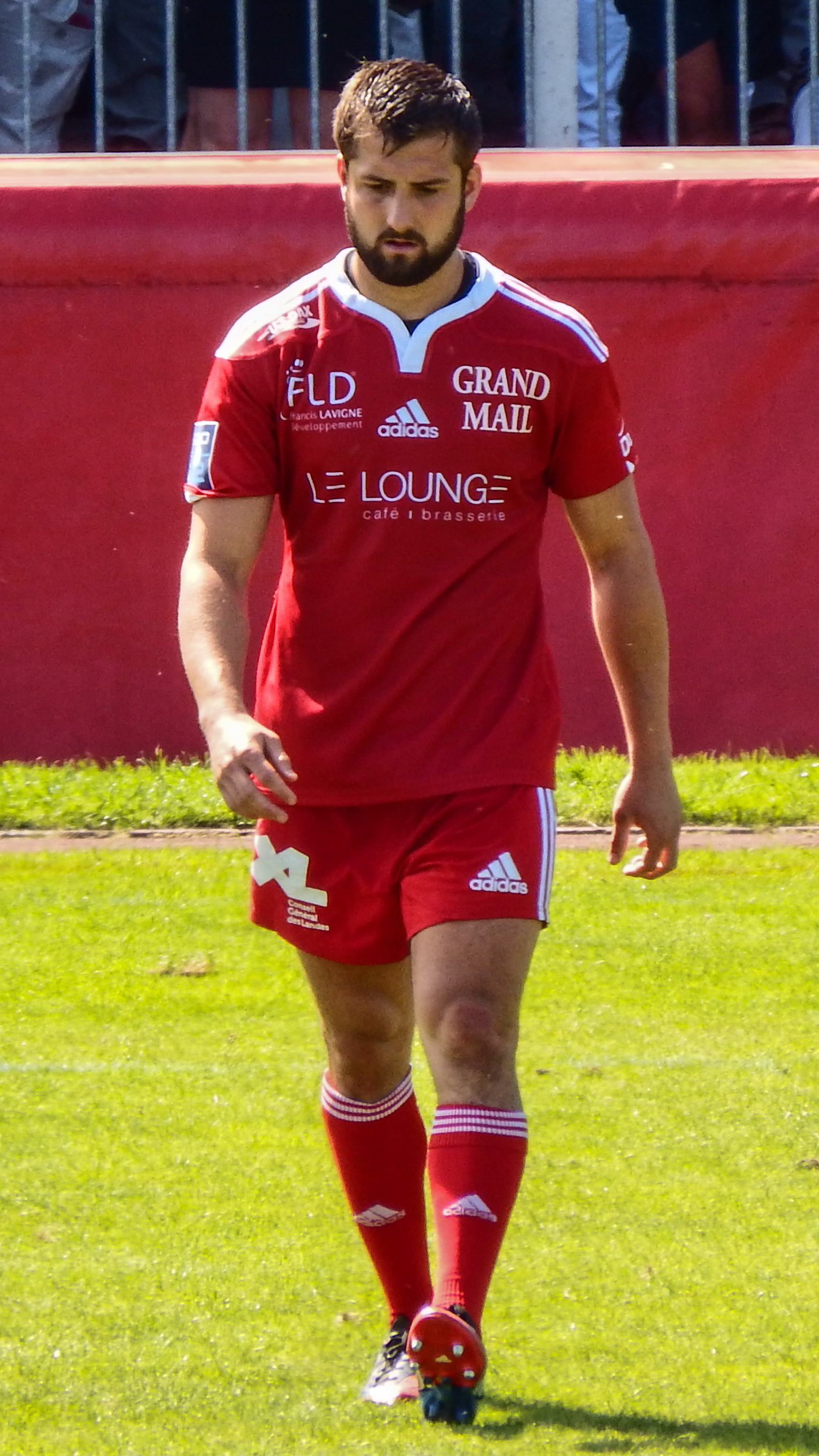
Ilian Perraux sous le maillot dacquois en 2015.

Ilian Perraux est barré par la concurrence au club héraultais, en effet relégué à l'intersaison 2014 au troisième rang hiérarchique à son poste de prédilection de demi d'ouverture. Il est ainsi prêté pour une saison à l'US Dax en Pro D2 après une prolongation de contrat de deux ans, afin d'acquérir du temps de jeu régulier.
À l'issue de sa période de prêt, il retourne au sein du club de Montpellier malgré plusieurs sollicitations d'autres clubs. Perraux signe à l'occasion son premier contrat professionnel avec le club héraultais,.
Blessé une grande partie de la saison 2015-2016, et alors que son contrat arrive à terme à la fin de celle-ci, Perraux donne son accord au SC Albi pour la saison suivante.
Il signe un an plus tard en faveur du Soyaux Angoulême XV.
Le Biarritz olympique annonce sa signature pour la saison 2018-2019 en mars 2018. Sur la première moitié de sa deuxième saison, Perraux est le joueur le plus utilisé parmi l'effectif basque ; il prolonge ainsi son contrat fin janvier 2020 pour deux saisons supplémentaires.
Au terme de la saison 2020-2021, il est victime d'une commotion lors de la finale de championnat perdue contre l'USA Perpignan ; après examens médicaux, il prend tout de même part au barrage d'accession au Top 14 le week-end suivant. Victorieux contre l'Aviron bayonnais, Perraux et le Biarritz olympique sont ainsi promus en Top 14. Il prolonge dans la foulée son contrat pour trois nouvelles saisons.
Au terme de la saison 2023-2024 de Pro D2, durant laquelle il franchit le seuil de cent matchs disputés sous le maillot biarrot, son contrat est reconduit pour deux années supplémentaires.
Sa saison 2024-2025 est tronquée par des blessures sur commotion ; après un premier incident lors d'un match amical estival, il retrouve les terrains au mois de novembre. En raison de ces dernières, il choisit de mettre un terme à sa carrière sportive dès la fin de la saison.

## Palmarès
- Champion de France espoirs :
  - Vainqueur : 2013 avec le Montpellier HR.
- Champion de France Reichel :
  - Vainqueur : 2011 avec le Montpellier HR.
- Champion de France cadets Alamercery :
  - Vainqueur : 2009 avec le Montpellier HR.